# Segunda División A 1996/97
De Segunda División A 1996/97 was het 66ste seizoen van het tweede niveau van het Spaans voetbalkampioenschap. Dit was het laatste seizoen met 20 deelnemende ploegen.  Het ging van start op 31 augustus 1996 en eindigde op 15 juni 1997.

## Eindklassement
|     | Club                 | WG | W  | G  | V  | DV | DT | P  |                                                  |
| --- | -------------------- | -- | -- | -- | -- | -- | -- | -- | ------------------------------------------------ |
| 1º  | Mérida CP            | 38 | 21 | 9  | 8  | 57 | 35 | 72 | Promotie naar de Primera División                |
| 2ª  | UD Salamanca         | 38 | 20 | 11 | 7  | 72 | 33 | 71 | Promotie naar de Primera División                |
| 3º  | RCD Mallorca         | 38 | 20 | 10 | 8  | 59 | 38 | 70 | Eindronde, met promotie naar de Primera División |
| 4º  | Albacete Balompié    | 38 | 19 | 9  | 10 | 51 | 32 | 66 |                                                  |
| 5º  | SD Eibar             | 38 | 17 | 15 | 6  | 44 | 26 | 66 |                                                  |
| 6º  | CD Badajoz           | 38 | 15 | 15 | 8  | 38 | 26 | 60 |                                                  |
| 7º  | UD Las Palmas        | 38 | 13 | 13 | 12 | 54 | 46 | 52 |                                                  |
| 8º  | CD Leganés           | 38 | 13 | 13 | 12 | 43 | 39 | 52 |                                                  |
| 9º  | UD Levante           | 38 | 13 | 11 | 14 | 53 | 46 | 50 |                                                  |
| 10º | Villarreal CF        | 38 | 13 | 9  | 16 | 38 | 52 | 48 |                                                  |
| 11º | UE Lleida            | 38 | 12 | 12 | 14 | 48 | 41 | 48 |                                                  |
| 12º | Atlético Madrid B    | 38 | 12 | 11 | 15 | 57 | 61 | 47 |                                                  |
| 13º | Deportivo Alavés     | 38 | 12 | 11 | 15 | 43 | 47 | 47 |                                                  |
| 14º | CD Toledo            | 38 | 12 | 9  | 17 | 37 | 53 | 45 |                                                  |
| 15º | CD Ourense           | 38 | 11 | 11 | 16 | 35 | 46 | 44 |                                                  |
| 16º | CA Osasuna           | 38 | 11 | 11 | 16 | 34 | 42 | 44 |                                                  |
| 17º | UD Almería           | 38 | 9  | 14 | 15 | 40 | 51 | 41 | Degradatie naar de Segunda División B            |
| 18º | Real Madrid Castilla | 38 | 11 | 8  | 19 | 40 | 69 | 41 | Degradatie naar de Segunda División B            |
| 19º | FC Barcelona Atlètic | 38 | 7  | 13 | 18 | 40 | 63 | 34 | Degradatie naar de Segunda División B            |
| 20º | Écija Balompié       | 38 | 7  | 9  | 22 | 27 | 64 | 30 | Degradatie naar de Segunda División B            |

## Play-offs
De uitkomst van de play-offs kon maximaal leiden tot één extra stijger naar het hoogste niveau van het Spaans voetbal.  Aangezien het daaropvolgende seizoen deze hoogste reeks met twee ploegen terug gebracht werd naar twintig deelnemers, degradeerden nummer negentien tot en met nummer tweeëntwintig. In de competitie nam de achttiende uit de hoogste reeks het op tegen de derde uit de tweede reeks.  Wanneer een of meerdere filialen bij de drie eersten eindigde, schuiven de gekwalificeerden van de tweede reeks een plaats of plaatsen op. 

### Heenwedstrijd
- RCD Mallorca - Rayo Vallecano 1-0

### Terugwedstrijd
- Rayo Vallecano - RCD Mallorca 2-1 Uitdoelpunt

## Topscorers
19 goals
- Jorge González Díaz "Yordi" (Atlético Madrid B)
- Pedro Pauleta (UD Salamanca)

16 goals
- Juan Carlos Paniagua (UD Almería)

1929 · 1929/30 · 1930/31 · 1931/32 · 1932/33 · 1933/34 · 1934/35 · 1935/36 · 1936/37 · 1937/38 · 1938/39 · 1939/40 · 1940/41 · 1941/42 · 1942/43 · 1943/44 · 1944/45 · 1945/46 · 1946/47 · 1947/48 · 1948/49 · 1949/50 · 1950/51 · 1951/52 · 1952/53 · 1953/54 · 1954/55 · 1955/56 · 1956/57 · 1957/58 · 1958/59 · 1959/60 · 1960/61 · 1961/62 · 1962/63 · 1963/64 · 1964/65 · 1965/66 · 1966/67 · 1967/68 · 1968/69 · 1969/70 · 1970/71 · 1971/72 · 1972/73 · 1973/74 · 1974/75 · 1975/76 · 1976/77 · 1977/78 · 1978/79 · 1979/80 · 1980/81 · 1981/82 · 1982/83 · 1983/84 · 1984/85 · 1985/86 · 1986/87 · 1987/88 · 1988/89 · 1989/90 · 1990/91 · 1991/92 · 1992/93 · 1993/94 · 1994/95 · 1995/96 · 1996/97 · 1997/98 · 1998/99 · 1999/00 · 2000/01 · 2001/02 · 2002/03 · 2003/04 · 2004/05 · 2005/06 · 2006/07 · 2007/08 · 2008/09 · 2009/10 · 2010/11 · 2011/12 · 2012/13 · 2013/14 · 2014/15 · 2015/16 · 2016/17 · 2017/18 · 2018/19 · 2019/20 · 2020/21 · 2021/22 · 2022/23 · 2023/24 · 2024/25